# Junkers A 20
Junkers A 20 – niemiecki, jednosilnikowy samolot wielozadaniowy, produkowany w zakładach Junkersa od 1923 roku.

## Historia
Samolot powstał na bazie wodnosamolotu J 11. Pierwszy lot odbył się 6 kwietnia 1923 roku. Prototypowy egzemplarz posiadał jeszcze pływaki i nieco mniejszą rozpiętość skrzydeł niż egzemplarze seryjne. Produkcja natomiast rozpoczęła się w 1924 roku. W niemieckich zakładach Junkersa zbudowano 43 maszyny, których używano do przewożenia poczty, ale także jako samoloty szkoleniowe, kurierskie, sportowe, czy testowe. Kursowały na nocnej linii pocztowej Berlin – Warnemünde – Sztokholm.
Model ten był dwumiejscowym dolnopłatem z otwartą kabiną i nieskomplikowaną konstrukcją. Montowano w nim silniki Daimler DIIIa o mocy 118 kW lub BMW IIIa (136 kW). Gdy dysponowano nowymi silnikami, to model A 20 przerabiano na wersję A 25, a potem A 35. Wykorzystywano także silniki własnej konstrukcji Junkers L2, L5, czy kolejne produkcji BMW: BMW IV.
Wyrabiano je także w szwedzkiej filii Junkersa w Limhamn – dzielnicy Malmö oraz na licencji w Rosji Radzieckiej. Samoloty pochodzące ze Szwecji nosiły oznaczenie „R02” a te z Rosji „Ju 20”. Dlatego też często opisuje się te modele łącznie jako wersja A 20 / A 35. Część egzemplarzy trafiło za granicę do Chile, Chin, Finlandii, Austrii, Hiszpanii, Turcji, Węgier, ZSRR, a nawet Jemenu, czy Persji i było przerabianych do celów wojskowych (jako samoloty obserwacyjne czy rozpoznawcze). Te kierowane do Turcji wyposażano w karabin maszynowy i luk bombowy o niewielkiej ładowności.
Na produkcję maszyn w szwedzkiej filii zdecydowano się w celu obejścia zakazu wytwarzania samolotów wojskowych nałożonego na Niemcy mocą traktatu wersalskiego. Na zlecenie Junkersa bracia Adrian i Carl Florman założyli w 1925 spółkę „Aktie Bolaget Flygindustri”. Rozpoczęcie montażu w Szwecji dawało Junkersowi wiele korzyści. Dzięki temu mógł – mimo wersalskiego zakazu – realizować zamówienia wojskowe, a produkcja pozostawała poza kontrolą dawnych aliantów. Wykorzystywał także umiejętności szwedzkich robotników i kontakty handlowe tamtejszych przedsiębiorców.